# Aktion Gitter (Protektorat Böhmen und Mähren)
Die Aktion Gitter, tschechisch akce Mříže, war eine umfangreiche Verhaftungsaktion der Gestapo unmittelbar nach der Zerschlagung der Rest-Tschechei und Errichtung des Protektorats Böhmen und Mähren im Frühjahr 1939. Sie richtete sich allgemein gegen alle missliebige Personen, speziell sollte sie jedoch den aufkeimenden organisierten Widerstand schwächen.
Fünf Jahre später, nach dem gescheiterten Attentat vom 20. Juli 1944 auf Adolf Hitler, erfolgte in Deutschland eine gleichnamige Verhaftungswelle Aktion Gitter.

## Verlauf
Im Zuge des Einmarsches der Wehrmacht nach Böhmen und Mähren am 15. März 1939 kamen auch die Gestapo und der SD in das neu errichtete Protektorat. Bei der Durchführung der Unterdrückungsmaßnahmen konnten sie sich auf Konrad Henlein und seine Sudetendeutsche Partei stützen, welche bei dieser Operation eine besonders wichtige Rolle spielten; die tschechische Polizei war allerdings ebenfalls zum Teil sehr aktiv tätig, nur ausnahmsweise wurden entsprechende Befehle sabotiert. Diese erste Verhaftungswelle im Protektorat richtete sich gegen Sozialdemokraten und Kommunisten, antifaschistische und linksorientierte Intellektuelle, deutsche Emigranten, Juden und Offiziere der tschechoslowakischen Armee. Als Unterlagen dienten verschiedene bereits früher besorgte Listen wie auch Verzeichnisse, die bei der lokalen Polizei beschlagnahmt wurden.
Zur Anzahl der Verhafteten sind nur leicht abweichende Angaben zu finden. Die Zahl der Verhafteten zum 16. März 1939 in Böhmen wird meist mit etwa 4.376 angegeben, für Mähren dann ungenau mit 1.500 bis 2.000 Personen, was auf etwa 5.800 bis 6.400 Personen im Gebiet des Protektorats hinauslaufen würde.
Konkrete Zahlen über die regionale Verteilung der Verhaftungen sind dagegen selten. Nach einer Quelle lässt sich folgende unverbindliche Übersicht machen: Prag 2.490 Personen, Budweis 343 Personen, Pilsen 480 Personen, Kolín 650 Personen, Pardubice 405 Personen, Mähren (gesamt) etwa 2.000 Personen. Für Böhmen ergibt dies 4.368 Personen, was mit anderen Quellen gut übereinstimmt. Es handelt sich dabei um gemeldete Zahlen der Einsatzkommandos, so dass sie nicht nur die jeweilige Stadt betreffen, sondern auch die (nicht näher bekannte) Umgebung.
Personen, die nicht mit dieser Aktion erfasst werden konnten, wurden am 1. September 1939 mit Beginn des Zweiten Weltkrieges in der sogenannten Aktion Albrecht I. verhaftet. Es handelte sich um bis zu 2.000 Personen, die als „Geisel“ im KZ Buchenwald und teilweise im KZ Dachau interniert wurden. Später fanden weitere Verhaftungswellen zu verschiedenen Anlässen statt.